# George Novack
George Novack (Boston, 1905 - 1992) va ser un filòsof, historiador i polític comunista estatunidenc.
Va néixer en el si d'una família jueva procedent de l'Europa Oriental. Establert a Nova York, fou arran de la Gran Depressió que s'interessà pel moviment comunista. El 1932 participà en el Comitè Nacional per la Defensa de Presoners Polítics, i el 1933 ingressà en la trotskista Communist League of America. Fou secretari del Comitè Americà en Defensa de Lev Trockij (1937-1940). El 1938 participà en la refundació del trotskisme estatunidenc en el Socialist Workers Party (SWP) en el qual continuà la resta de la seua vida, i del qual fou membre del Comitè Nacional entre 1940 i 1973. El 1941 assumí la secretaria del Comitè de Defensa dels Drets Civils, que es va fer càrrec de la campanya de suport pels 18 membres de l'SWP jutjats per sedició a Minneàpolis per la seva campanya de derrotisme revolucionari. El 1950 deixà la secretaria del Comitè de Defensa dels Drets Civils. Més tard, entre 1965 i 1974, fou editor associat de l'International Socialist Review. Sota el seu nom o el pseudònim William F. Warde realitzà nombroses contribucions a les publicacions teòriques del SWP, especialment interessat per la història dels Estats Units i la divulgació de la filosofia marxista.

## Obres
- An Introduction to the Logic of Marxism (com a William F. Warde, Pioneer Publishers: New York, 1942)
- The Origins of Materialism (Merit Publishers: New York, 1965)
- Empiricism and Its Evolution (Merit, 1968)
- Democracy and Revolution (Pathfinder, 1971)
- Understanding History (Pathfinder, 1972)
- Humanism and Socialism (Pathfinder, 1973)
- Pragmatism Versus Marxism (Pathfinder, 1975)
- Polemics in Marxist Philosophy (Pathfinder, 1978)